# Chautauqua Belle

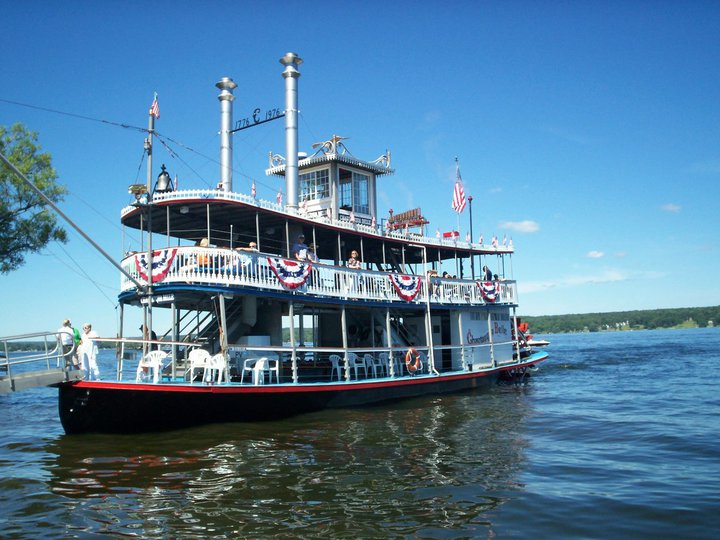
Chautauqua Belle.

Chautauqua Belle är namnet på en hjulångare av klassisk Mississippi-typ som idag huserar i sjön Chautauqua Lake i staten New York, USA. Hjulångaren är en av totalt endast fem autentiska hjulångare i hela Nordamerika som fortfarande används. Den byggdes 1974 och gjorde sin jungfruresa sommaren 1976 i samband med Chautauqua County's firande av United States Bicentennial.